# Регби в СССР
Регби СССР, или игра с «овальным мячом» или «дыней», не был таким известным видом спорта, как футбол или хоккей. Наибольшую популярность регби снискало в Грузинской ССР, некоторых городах РСФСР (в основном Москва и Красноярск) и Алма-Ате, столице Казахской ССР. Относительно большая популярность регби была в УССР (Киев), БССР (Минск) и ещё ряде городов РСФСР (Ленинград и Краснодар). 

## Клубная структура
Первый розыгрыш чемпионата СССР начался в 1936 году. В 1938 году в результате розыгрыша призовые места заняли московские команды «Динамо», «Спартак» и «Буревестник». После долгого перерыва в 1960-е розыгрыш чемпионата СССР возобновился. Каждый клуб входил в структуру конкретного государственного ведомства, действуя при Домах культуры, университетах, воинских частях (в том числе академиях ВС СССР). Развитию регби уделялось большое внимание в ДОСААФ, что отмечал историк Дэвид Лейн: по его словам, в 1972 году численность членов ДОСААФ составляла 25 миллионов человек, а Дома культуры являлись эквивалентом клубов для рабочих в Великобритании. Управление Домами культуры было в ведомстве ВЦСПС, который оплачивал расходы на содержание из средств, собранных с продажи билетов на регбийные матчи. В каждом клубе были свои внутренние правила и свои членские билеты, а финансирование шло из взносов. Для вступления в клуб выплачивался взнос в 30 копеек, и каждый год тот же взнос платился для того, чтобы сохранить свой членский билет.
Каждый регбийный клуб получал имя в честь спортивного общества,  к которому он относился: так появился московский клуб «Локомотив» как часть одноимённого добровольного спортивного общества. В частности, наиболее известными добровольными спортивными обществами, при которых существовали регбийные клубы, были «Буревестник» (студенты; московский клуб), «Локомотив» (железнодорожники; московский и тбилисский клубы), «Спартак» (работники сферы услуг; московский клуб), и «Зенит» (высокотехнологическая промышленность; ленинградский клуб). Также существовало общество «Динамо», руководителями которого были МВД СССР и КГБ СССР (московский, тбилисский, киевский и другие клубы), и общество «Трудовые резервы», объединявшее студентов ПТУ (красноярская команда «Труд»). Спортивное общество ЦСКА занималось развитием регби в гарнизонах различных воинских частей.
В советском чемпионате выделялись несколько ведущих регбийных команд: «ВВА им. Ю А. Гагарина» (ныне «ВВА-Подмосковье»), московские «Слава» и «Фили», киевский «Слава». К 1980-м гг. сильными считались кутаисский «Строитель», красноярский «ЭТС», алмаатинский СКА.

## Климатические условия
Одной из серьёзных проблем проведения регбийных матчей были погодные условия: на севере СССР в условиях вечной мерзлоты характерной является крайне низкая температура и обилие снега; на юге, преимущественно в Средней Азии, характерной была жаркая погода, в южной части Средней Азии был засушливый пустынный климат, а также обычной была нехватка воды. В 1978 году был установлен температурный рекорд: матч в Алма-Ате между красноярским клубом «Труд» и алма-атинской «Политехникой» прошёл при температуре -23 градуса по Цельсию, и игру не отменили даже несмотря на то, что игроки из Красноярска пролетели 2 тысячи километров, что сказалось на их состоянии. Игрокам выдали балаклавы, варежки и даже специальные зимние тренировочные костюмы, в которых они и играли. Проблема холодных погодных условий остаётся в России до сих пор актуальной, что, однако, привело к развитию ряда зимних видов спорта, в том числе и такого вида, как снежное регби.

## Руководство и снабжение
Федерация регби СССР была высшим руководящим органом, отвечающим за развитие регби — как на клубном уровне, так и на уровне сборной. Формально она была учреждена в 1936 году и воссоздана в 1968 году. Она отчитывалась перед Комитетом по физической культуре и спорту при Совете Министров СССР. Управление регби осуществлялось на всесоюзном уровне (Федерация регби СССР), республиканском уровне (федерации регби и Комитеты по физической культуре и спорту в каждом уровне), региональном уровне (областном и городском) и уровне различных учреждений (профсоюзы, спортивные клубы, университеты, воинские части и т.д.). Подготовку молодых игроков осуществляли в ДЮСШ, однако в связи с тем, что регби не входил в программу Олимпийских игр, не в каждой школе шло обучение регбистов. Обеспечение игроков снаряжением для игры в регби осуществлял «Главспортпром», за информационную составляющую о регбийной сборной отвечала газета «Советский спорт». Основным производителем формы для игроков было «Динамо», форма которого продавалась в каждом спортивном магазине; доходы от продажи поступали собственно Федерации регби.
С 1975 года Федерация регби СССР состояла в ФИРА-АЕР — крупнейшей организации любительского регби, курировавшей развитие этого спорта в мире вплоть до образования Международного регбийного союза (ныне World Rugby). В 1980-е годы СССР на фоне Перестройки попытался внедриться в новую систему мирового регби, которая начала своё формирование в связи с проведением первого в истории чемпионата мира, но потерпел неудачу — национальная сборная СССР отказалась ехать на первый чемпионат мира по политическим мотивам, поскольку сборная Зимбабве проводила матчи против команды ЮАР, не допущенной из-за политики апартеида в стране, а участвовать в одном турнире с такой страной в СССР посчитали недопустимым и в знак солидарности с противниками апартеида снялись с турнира, отклонив приглашение Международного совета регби. Румынский писатель Крис Тау писал, что несмотря на большое атлетическое преимущество среднестатистического советского регбиста, советский подход к обучению игроков был не совместим с философией регби на Западе.

## История
В СССР и России регби не добился такого успеха, какого добились другие виды спорта, например футбол, хоккей и т.д. Однако, схожие народные игры в мяч существовали почти во всех республиках: в Грузии таковой считается лело бурти, в Средней Азии — бузкаши, в Абхазии — аймцакача, в России (в основном в годы существования Новгородской республики) — кила. В народных играх могли участвовать сколь угодно человек, целью подобных игр было занести мяч в определённую точку — к воротам поселения, основанию горы, ручей или куда-то ещё. Мяч можно было передавать руками и ногами вперёд, иногда в неё играли как пешком, так и верхом на лошади.

### Зарождение регби в Российской империи
В течение многих лет отсчёт истории регби в России вели с 1923 года, считая отправной точкой матч команд Общества физвоспитания трудящихся и Московского речного яхт-клуба. Но сохранилось множество достоверных свидетельств, что нашли соотечественники играли в регби и до революции 1917 года. До недавнего времени самым ранним упоминанием игры в России, найденным волгоградским историком регби Юрием Лобановым, считался 1893 год, но некоторые неподтверждённые источники ссылались на 1886-й. Чтобы установить точную дату появления игры в стране Федерация регби России обратилась в Государственный музей спорта.
Комментируя результаты проведённого исследования, директор Государственного музея спорта, член Общественной палаты РФ, профессор Елена Истягина-Елисеева отметила ответственный подход к своей истории Федерации регби России: «Искать правду — когда всё же состоялся первый матч, игра или бой — будут лишь те, для кого спорт не просто голы и очки. Те, для которых это целая жизнь и возможность сделать в ней что-то значимое. Помимо многих аспектов, определяющих игру как социально значимую, была уточнена официальная дата первых регбийных матчей. В октябре 1892 года в Московском манеже состоялись первые документально подтверждённые матчи с участием подданных Российской империи. Мои слова уважения и благодарности руководству Федерации регби России, которое сделало этот научный поиск возможным. История спорта обогатилась новыми ценными фактами».
Именно с октября 1892 года комиссией по физическому образованию учебного отдела Общества распространения технических знаний в Московском манеже организовывались регбийные матчи. В них принимали участие российские игроки – преподаватели гимнастики московских учебных заведений. К этому времени были изданы на русском языке правила игры в регби, появились первые инструкторы, в Москве изготавливались регбийные мячи.
В 1905 и 1907 гг. матчи по регби проходили в Петербурге. В 1908 году в Одессе состоялся матч английских моряков и местных жителей. Одним из участников был будущий генерал-лейтенант ВС СССР Н. Н. Биязи, который писал, что многие из применяемых англичанами приёмы были очень грубыми, однако его противники говорили, что поступали ещё довольно мягко.

### 1923 год: первый матч по регби в СССР
После Октябрьской революции многие иностранцы и представители русского дворянства покинули страну, среди них был князь А.С.Оболенский, который стал профессиональным регбистом в Англии и играл за команду Оксфордского университета и даже за сборную Англии (в январе 1936 года он занёс две попытки в игре против Новой Зеландии и помог англичанам победить). Но именно в 1923 году в СССР прошёл первый в истории матч по регби — на стадионе «Буревестник» (ныне там находится СК «Олимпийский») прошёл матч команд Общества физического воспитания трудящихся и Московского речного яхт-клуба. Руководил обеими командами Михаил Козлов, первый тренер сборной СССР по футболу. В организации первой игры приняли также участие теннисист и хоккеист Александр Маркушевич, футболист Сергей Сысоев (переводчики правил игры и пособия по тренировкам в регби), теннисист Александр Правдин, руководитель 6-й проектной мастерской Моссовета Николай Колли и ряд других лиц. В том же 1923 году Г. А. Дюперрон издал ещё одну книгу под названием «Футбол. Баскетбол. Ватерполо», кратко описав правила игры в футбол и схожих с ним игр. В 1928 году была предпринята первая попытка развития регби в Грузии (ЗСФСР), которая потерпела неудачу.

### Борьба Луначарского за регби против Пролеткульта
После революции ряд революционеров критически выступил против ряда видов спорта: лёгкой атлетики, игр в мяч (в том числе футбола и регби), гребли, тенниса и гимнастики. Они считали, что их использовали в своих целях многие буржуазные лидеры, пытавшиеся найти основание для своих лидерских позиций. По мнению этих революционеров, необходимо было сохранить только те виды спорта, которые были бы полезными для пролетариата и удовлетворяли бы все потребности в социалистическом государстве. Выступавшие за подобные запреты раскололись на две крупные группы: сторонники Пролеткульта («пролеткультисты») и те, кого называли «гигиенистами» в западной литературе. «Гигиенисты» считали, что спорт приветствовал конкуренцию и борьбу, неприемлемую в коммунистическом обществе, и тем самым усиливал травмоопасность, не способствуя оздоровлению нации. Они призывали создать некоммерческие формы оздоровления и развлечения, отдавая предпочтение лёгкой атлетике, плаванию и гребле — прохождение дистанции на время или побитие рекорда — и не поддерживая командные виды спорта. Сторонники «гигиенистов» присутствовали в составе Верховного совета по физической культуре, руководстве спортивной печати, Наркомате здравоохранения и училищах физической культуры. Некоторые из них при этом пытались исключить физкультуру из школьной программы как «символ педагогической безграмотности» и поддержать командные виды спорта. Сторонники Пролеткульта и вовсе выступали против спорта как буржуазного проявления, отдавая предпочтения народным гуляниям и играм, а также массовым выставкам — Пролеткульт вплоть до своего расформирования на протяжении почти 10 лет оказывал ведущее влияние на развитие спорта, изолируя его от остального мира (единственным исключением была Спартакиада).
Однако ЦК КП УССР в 1926 году издал резолюцию с призывом развивать спорт с той целью, чтобы бороться против проституции, алкоголизма и уличной преступности. Анатолий Луначарский, первый Нарком просвещения СССР, увлекался в юности регби и призывал заняться изучением зарубежного спортивного опыта и включить в советский спорт всё лучшее из мирового спорта, особенно бокс и регби. При этом ранее он был ярым сторонником Пролеткульта: так, 23 мая 1928 года в Ленинграде на лекции он критически высказывался против регби, заявив, что в регби люди только и делали, что пытались «руками, ногами, головой, животом дубасить друг друга, вырывая друг у друга мяч. Все позволено, никаких правил игры, колоссальная свалка, и дерутся все с таким остервенением, что кажется, будто для «играющих» последние времена пришли». Луначарский изначально заявлял, что эта игра вырабатывала в людях исключительно злобу, что считалось «полезным для буржуазии». Но уже спустя два года в книге «Мысли о спорте» Луначарский утверждал уже совсем противоположное, называя регби «джентльменским боем, который воспитывает храбрость; спорт, который должен быть повсеместно развит»" .

Мне случилось однажды чрезвычайно близко и непосредственно наблюдать... матч регби... Эта партия регби произвела на меня сильнейшее впечатление». Далее он особо выделяет в регби обязательное требование «высокой коллективной дисциплины», «максимума внутренней солидарности, и притом солидарности необычайно тонкой», а также «необходимость постоянного контроля над собой». Исключительно наблюдательный глаз и просвещенный ум этого необыкновенного человека позволили ему заключить: «Какое громадное воспитательное значение этот или подобный ему спорт должен иметь, по крайней мере во весь тот период времени, когда военное ремесло не является излишним!..
В регби, например, я вижу не только... увлечение борьбою, но и поразительные результаты соответственной тренировки, и не могу не сказать себе, что из многих этих молодых людей вырастут настоящие борцы как на поле битвы, в собственном смысле слова, так и на поле битвы житейской.

Стараниями Луначарского удалось свести на нет все меры Пролеткульта по исключению ряда видов спорта из СССР, а также изменения программы физической подготовки для учащихся и рабочих, хотя действия Луначарского всячески пытались саботировать. В журнале «Физкультура и спорт» публиковались многие мысли и предложения Луначарского по развитию спорта в стране. По совпадению, Луначарский умер в местечке Ментона, где был похоронен основатель регби Уильям Уэбб Эллис, а позже Луначарский был перезахоронен на Кремлёвском некрополе. В эпоху правления Сталина многие работы Луначарского прекратили печататься по цензурным соображениям и снова были опубликованы уже в эпоху «оттепели». В некоторых школах и училищах регби появился в 1926 году, а затем пережил очередную волну популярности в 1932 году.

### Первые турниры в 1930-е годы
Спорт особенно культивировался в РККА, поскольку в 1930-е годы стало очевидно, что СССР может быть вовлечён в очередной крупномасштабный конфликт. С 1931 года действовала программа «Готов к труду и обороне СССР» по физкультурной подготовке в образовательных учреждениях всей страны. В рамках программы занимались обучением и игре в регби, которую часто путали с американским футболом из-за схожести правил и принципов игры. О развитии регби свидетельствует статья от 3 июля 1933 года в латышском журнале «Sporta Pasaule» следующего содержания:

Регби Советской России. Советские журналы проводят живую агитацию по популяризации регби. Как стало известно телеграфному агентству Бейтар, в Москве успешно прошли первые игры по регби под руководством английского тренера.
Оригинальный текст (латыш.)Regbi Padomju Krievijā. Nesen padomju laikraksti veda dzīvu aģitāciju par regbi spēles popularizēšanu. Beitera telegrāfa aģentūra ziņo, ka šinīs dienās Maskavā notikusi pirmā regbi cīņa, kas izdevusies it labi. Spēli vadījis angļu treimers — lietpratējs.

В 1935 году состоялся первый матч по регби в рамках первенства Москвы, подобные игры продолжились в других городах СССР. Некоторые критики окрестили подобные матчи «гладиаторскими боями». В октябре 1935 года прошла встреча сборных Москвы и Минска (победа москвичей 6:0), в 1936 году состоялся первый розыгрыш чемпионата СССР, а в 1937 году прошли всесоюзные соревнования с участием «Динамо» Москвы, сборных Минска и Горького. В 1938 году был разыгран кубок СССР (победа московского «Динамо»), в 1939 году состоялся ещё один чемпионат страны. Тем не менее, из-за нехватки оборудования, помещений, а также из-за небольшого числа энтузиастов регби не добилось высокой популярности в СССР.
Инициаторами игры в то время были Жан Но, Марк Полляк, Евсей Черняк, Николай Крищенко, Анатолий Тимошенко.

### Спад и возрождение в послевоенные годы
Ущерб, нанесённый СССР во Второй мировой войне, был очень велик, и поэтому пришлось отдать максимальный приоритет восстановлению экономики после войны. Роль в восстановлении играл ДОСААФ, заложивший столбы будущего советского спорта. В регби играли очень редко, проводя неофициальные встречи. По одной из версий, в послевоенные годы от регби отказались в пользу хоккея с шайбой как более перспективного силового вида спорта.
В эпоху «оттепели» развитием регби занялись Б. М. Егупов, Г. Г. Мрелашвили и А. А. Сорокин.. В то же время в печать снова вышли труды Луначарского, посвящённые регби. В 1957—1958 годах возобновились матчи по регби после почти 10 лет забвения, но по возрождавшемуся спорту был нанесён неожиданный удар. В 1957 году, во время турне валлийского клуба «Лланелли» по Чехословакии и СССР, на Всемирном фестивале молодёжи и студентов, прошёл матч между клубом «Лланелли» и румынским «Гривицэ» (Бухарест). Валлийский клуб, капитаном которого был Рис Хайдн Уильямс, проиграл румынскому «Гривицэ», а сама игра была ознаменована серией жёстких столкновений и даже драк, что негативно сказалось на восприятии регби. Хулиганов, устроивших драку, была вынуждена разогнать московская милиция.
В Грузии регби получило своё развитие благодаря жителю Марселя армянину Жаку Аспекяну, который занимался обучением студентов регби в 1950-е и 1960-е годы в Грузии, а также сам был хорошим регбистом и велогонщиком. 15 октября 1959 года на первой встрече с участием 20 человек, которых возглавлял Гиви Мрелашвили, была создана первая регбийная секция в Тбилиси. Первый клуб был создан при Грузинском политехническом институте и получил название «Кочеби».

### Развитие в регионах
Первый турнир по регби в Москве в послевоенные годы прошёл в 1959 году с участием команд четырёх университетов: МВТУ им. Баумана, МАИ, Воронежской лесотехнической академии и Николаевского пединститута. В 1960-е годы советская промышленность наладила производство спортивной формы и снаряжения для игровых видов спорта: если до 1964 года в среднем на спорт правительство СССР тратило около 16 млн. рублей, то в 1965 году эти траты составили уже не менее 40 млн. рублей. В августе 1966 года был учреждён план по повышению числа занятости спортом в республиках путём повышения затрат в 6-7 раз. В 1967 году расходы в РСФСР на спорт составили в два раза больше, чем за все предыдущие послевоенные годы вместе взятые.
В 1966 году состоялся первый неофициальный чемпионат СССР по регби среди клубов. В 1968 году чемпионат стал проходить на постоянной основе после воссоздания Федерации регби СССР, а команды появились даже в солнечных Таджикистане и Узбекистане.  Федерацию регби СССР возглавлял с 1967 по 1991 годы Герой Советского Союза, лётчик-испытатель и генерал-майор авиации В.С.Ильюшин. В 1960-е появилась первая школа тренеров по регби, где читались лекции по подготовке игроков к матчам и сезонам. Студенты МГТУ имени Баумана сыграли важную роль в развитии игры. Союзные федерации были образованы в Литве (1961), Латвии (1963), Грузии (1964) и России (1966). Позже сборная СССР провела первый в истории матч (неофициальный) против команды Польши в 1960 году, чтобы набраться первого международного опыта.

### Открытие советского регби миру
В 1973 году прошло турне московского клуба «Слава» по Уэльсу: после одного из матчей против клуба «Римни» (поражение 8:10), по слухам, кому-то из регбистов предложили бежать и не возвращаться в СССР, но эти предложения были отвергнуты. В 1974 году в СССР насчитывалось 10 тысяч регбистов, из них более 200 получили звания Мастеров спорта СССР. В том году 20 команд участвовали в розыгрыше чемпионата СССР. Среди выдающихся игроков тех лет выделяются Борис Гаврилов, Александр Григорьянц и Ираклий Кизирия. 
Тогда же прошли первые матчи сборной СССР в рамках турнира «Социалистическая индустрия», но под именем сборной клубов СССР или сборной Москвы. Через год сборная Федерация регби СССР вступила в Международную любительскую федерацию регби (FIRA), а сборная СССР провела официальный первый матч уже как национальная сборная. К 1974 году клубные команды регбистов СССР провели около 100 международных встреч.
В 1977 году, согласно Австралийской федерации регби, в СССР в рамках турне по миру прибыла регбийная сборная Сиднея. В том же году Джеймс Риордан предсказывал, что если никакие неожиданные обстоятельства и случайные события не помешают СССР в плане экономического, политического и культурного развития, то советские спортсмены станут фаворитами даже в нехарактерных для СССР видах спорта: бадминтоне, регби, хоккее на траве и даже автогонках, поскольку советские спортсмены всегда упорно тренируются. Полузащитник, скрам-хав «Олл Блэкс» Крис Лейдлоу считал, что советские регбисты, проводя матчи с ведущими командами мира, могут обеспечить взаимопонимание между Западом и Востоком.

Регби становится эдаким настольным теннисом спорта на открытом воздухе, поскольку направлено на добровольное сближение Востока и Запада. За последние лет 30-40 оно распростёрлось по Восточной Европе, укрепившись в Румынии и Югославии, Венгрии и СССР. А сам факт, что русская команда сыграла полноценный, пусть и неофициальный тест-матч против Франции, уже говорит сам за себя.
Регбийные туры с участием стран по ту сторону Железного занавеса привлекают большой интерес со стороны участвующих правительств, и результаты впечатляют. Недавнее турне Румынии по Новой Зеландии, например, обогатило другие связи между двумя странами и сыграло ключевую роль в достижении новых торговых соглашений, которые иначе бы и не были достигнуты.
Оригинальный текст (англ.)Rugby has become the ping-pong of outdoor sports in its capacity to spread goodwill between East and West. Over the last 30 or 40 years it has spread through Eastern Europe, establishing itself strongly in Romania and Yugoslavia, Hungary and into the USSR. The fact that a Russian team has finally played a full-scale, if unofficial Test match against France speaks for itself.

Rugby tours between countries on either side of the Iron Curtain have generated considerable political interest among the governments concerned, and the results can be quite astonishing. The recent Rumanian tour of New Zealand, for instance, germinated other contacts between the two countries and was partly instrumental in the establishment of new trade agreements which otherwise might not have begun.

При этом Ледлоу писал о квази-профессионализме в советском спорте следующее:

Покуда у восточноевропейских стран и русских есть желание, можем ли мы знать, где лежит их стимул? В подобных обществах регби, как и другие виды спорта — выражение национальных успехов и тем самым объект тщательного развития. Но настолько ли велик риск проявления двойных стандартов, очевидных в большом спорте — риск раскопать подход восточноевропейских стран к регби и сделать так, чтоб потом был повод не допускать коммунистические страны к международным турнирам по регби насовсем?
Оригинальный текст (англ.)So far as the East Europeans and the Russians are concerned, who knows where the incentives lie? In such societies rugby, like many other sports before it, is becoming an expression of national achievement and therefore the subject of careful nurturing. Yet, is the risk of the double standard, so evident in the athletic arena, permeating the East Europeans' approach to rugby so great as to justify the exclusion of the Communist world indefinitely from regular rugby competition?

В начале 1980-х годов сорвалось турне английского клуба «Кроули» по СССР: несмотря на собранные средства и поддержку Посольства СССР в Великобритании, Регбийный союз Англии отменил турне, заявив в письме Федерации регби СССР, что Советский Союз ещё не созрел для этого.

### Развитие в 1980-е годы
Команда СССР становилась четырежды серебряным призёром чемпионата Европы (1985, 1987, 1989 и 1990) и трижды бронзовым призёром (1978, 1981, 1983). Одним из выдающихся игроков был Игорь Миронов, легендарный капитан советской сборной и клуба ВВА имени Ю.А.Гагарина, который даже сыграл за британский клуб «Барбарианс», куда приглашали только звёзд мирового регби. Также в 1970-е годы в сборной СССР и команде ВВА блистал Валерий Прошин. Центром развития советского регби было подмосковное Монино, также сильная школа регби была в Казахской ССР, в Алма-Ате.
Определённую роль в популяризации регби сыграли ВДВ СССР: по распространённой легенде, этому способствовал генерал ВДВ СССР В.Ф.Маргелов, который посмотрел британский фильм «Такова спортивная жизнь» и после просмотра признал, что в этом игровом виде спорта присутствуют важные для десантника элементы борьбы, вследствие чего распорядился включить регби в программу физподготовки десантников. В 1980-е стали проходить первенства ВС СССР.
Большая советская энциклопедия писала, что регби «культивируется более чем в 50 странах всех континентов, в том числе во всех европейских социалистических странах», отмечая важность развития регби в странах социализма. В 1986 году советская делегация присутствовала на конгрессе к 100-летию Международного совета регби. В Перестройку были заложены основы женского регби в стране. Через год сборную СССР пригласили принять участие в первом чемпионате мира, однако советское руководство отказалось отправлять свою команду в знак протеста против участия в турнире сборной Зимбабве, игравшей регулярно матчи против ЮАР — в Советском Союзе не признавали законным установленный в ЮАР режим апартеида. Парадокс заключался в том, что ЮАР и так не допускалась на международные турниры по этой причине, о популярности регби в этой стране не писалось в советских книгах, а по словам Криса Тау, СССР был готов ехать только с условием неучастия сборной ЮАР, которое и было выполнено. Некоторые критики утверждали, что именно СССР всячески вставлял палки в колёса Южно-Африканской Республике, не допуская её вообще на спортивные соревнования, и даже шантажировал международные федерации, в частности, требуя от Франции прекратить поддержку ЮАР в регби, однако эти попытки срывались, поскольку в поддержку Франции выступала Румыния, не желавшая жертвовать хорошими отношениями с французами. Матч в ноябре 1978 года между сборной Франции и СССР, который пытались сорвать из-за «южноафриканского вопроса», всё же состоялся и завершился победой французов 29:7.
В 1988 году директор Федерации регби СССР Эдуард Татулян сказал, что в СССР было в 10 раз больше тренеров и судей по регби, чем требовалось, и это приводило к тому, что квалификация тренеров и арбитров снижалась. Он полагал, что развитие игры должно было идти по цепи «тренеры — судьи — команда — болельщики». Вследствие этого среди регбистов Франции ходил анекдот: «Страшный сон ФИРА — матч югославов и болгар судит русский». К тому моменту в СССР были несколько выдающихся ветеранов регби — Игорь Миронов (Фили), Рамиль Хайруллин («Авиатор», Киев), Александр Тихонов (ВВА, Монино), игравшие более 10 лет за сборную СССР, и скрам-хав Игорь Французов (ВВА), который играл меньше, но считался ветераном.
В декабре 1989 года сборная СССР совершила турне по Англии, сыграв с рядом команд и со второй сборной Англии в частности. Советские игроки выступали в форме, на которой вместо герба СССР был изображён медведь: прозвище и экипировку выбрали сами англичане, исходя из известной всем в мире персонификации России. По словам игроков Владимира Негодина и Игоря Французова, игроки прекрасно знали, какую форму им выдадут и почему будет изображён именно медведь: позже прозвище «Медведи» закрепилось за сборной России.

### Распад СССР
В 1990 году сборная СССР впервые побывала в Ирландии и США, а также совершила турне по Австралии: советской команде помощь в подготовке к матчам с австралийскими клубами оказывал регбист русского происхождения Джулс Герасимофф, выступавший за Квинсленд. В то же время некоторое число матчей провела и женская сборная СССР. В связи с политической напряжённостью в стране сборная СССР не играла в отборочном турнире на чемпионате мира к 1991 году, который проходил в дни максимальной напряжённости в СССР в связи с провалом попытки переворота, организованной ГКЧП. Распад СССР стал не только геополитической катастрофой, но и мощным ударом по регби во всех странах бывшего СССР: государственная поддержка прекратилась, и в итоге многие клубы либо были расформированы, либо вынуждены были искать спонсоров. Москва и Красноярск долгое время были единственными центрами в России. Правопреемником сборной СССР в 1992 году стала сначала сборная СНГ, сыгравшая 4 матча, а потом и сборная России. Из-за серьёзных осложнений в организационном и финансовом плане сборная России впервые сыграла на Кубке мира только в 2011 году, проиграв все 4 матча, но занеся 8 попыток, что стало рекордом для дебютантов кубка мира.
Из бывших республик СССР Грузии больше всего повезло сохранить свои регбийные ресурсы: поскольку страна была небольшая, переезды между городами занимали немного времени, а популярность регби и наличие высококвалифицированных тренеров вкупе с поддержкой извне помогло стране развить регби до высокого уровня. Сборная Грузии стала самой успешной сборной из бывших советских республик: с 2003 года команда участвует во всех чемпионатах мира, а на Кубке европейских наций считается самым неудобным противником для всех сборных. В 2007 году сборная Грузии выиграла впервые матч против Намибии со счётом 30:0 и была близка к сенсационной победе над Ирландии, не сумев отнять победу и занести попытку. В 2011 году команда Грузии обыграла румын 25:9, проиграв достойно Шотландии 6:15; в 2015 году обыграла тонганцев 17:10. Ни одна другая сборная бывшего СССР, кроме Грузии и России, на чемпионат не пробивалась. Определённых успехов достигла сборная Латвии по регби-7, которая в 1993 году сенсационно победила Россию и вышла на первый в истории чемпионат мира по регби-7. Это стало шоком для всего мира: страна, в которой было всего два регбийных поля, сумела добиться такого достижения. Сборная Украины по регби также стала неким исключением, пригласив на должность главного тренера именитого наставника киевского «Авиатора» Игоря Бобкова.
Такой вариант регби, как регбилиг (или регби-13), появился в СССР в последние годы существования, однако, по иронии, считался в СССР именно буржуазным видом спорта, поскольку связывался с бизнесом посредством профессионализма, в то время как регбилиг считался в Англии игрой рабочего класса. После распада СССР в России шла небольшая борьба между регбилиг и регби-15, которая закончилась победой последних. Из регбилиг-клубов долгое время оставался известным только «Локомотив», который позже переключился обратно на регби-15.
В середине 1990-х в России насчитывалось 222 регбийных клуба и 6 тысяч игроков, в Грузии — 40 клубов, на Украине — 20 клубов и 750 игроков, в Латвии — 8 клубов, в Литве — 14 клубов. Многие спортивные клубы стран бывшего СССР носят название «Динамо», поскольку их кураторами были МВД и КГБ союзных республик. Поскольку в странах Восточной Европы также насчитывалось много клубов, которым покровительствовали Министерства внутренних дел или Министерства обороны, западные регбийные историки считают, что сотрудники милиции, военные или агенты спецслужб стали образцами для подражания у граждан тех стран, а регби как игра «западной элиты» стала в Восточной Европе любимой игрой в армии и милиции каждой страны.

## Популярность
Регби не смогло реализовать полностью свой потенциал в СССР: его классическая разновидность была и остаётся популярной во всех странах бывшего СССР, а регбилиг только после 1991 года стал собирать фанатов. В 1980-е годы Виктор и Дженнифер Луис говорили, что попытка сделать регби всесоюзным видом спорта, начатая в 1960-е годы, не увенчалась успехом, поскольку популярным спорт остался только в Москве и среди студентов. Крис Тау отмечал, что в регби приходят поздно по причине либо неудач в олимпийских дисциплинах, либо после начала учёбы в университете, где уже занимаются этой игрой. К 1989 году, однако, регби уже считалось популярным по всей Восточной Европе, а среди советских республик обрело статус национального спорта в Грузии.
С 1930-х годов в СССР шла волна развития спорта: создавались чемпионаты и кубки, проводились показательные выступления, а спортсмены становились национальными героями. Спорт считался средством отдыха и саморазвития для городского населения. В послевоенные годы в конце 1950-х — начале 1970-х рабочий день в СССР был сокращён, что позволяло больше уделять времени на отдых и на спорт, причём последний должен был показать преимущества социализма над капитализмом. Урбанизация привела к росту числа спортивных центров, школ и площадок в городах. Ежегодно в 1970-е и 1980-е годы правительство СССР выделяло 12,6 млн. рублей на развитие спорта и здравоохранения (0,03% от государственного бюджета).
Советские регбисты имели статус квази-профессионалов, совмещая работу и профессиональные тренировки и получая бонусы за победы в виде денежных средств или прочих материальных ценностей. Мастерам спорта выплачивались более солидные вознаграждения от спортивных обществ: до 180 рублей в год с бонусом в 30-40 рублей, если они играли и за сборную СССР. Некоторые мастера спорта благодаря этому обеспечивали себе достойную старость

## Розыгрыши трофеев ФИРА
| Сезон     | Чемпион | 2-е место | 3-е место |
| --------- | ------- | --------- | --------- |
| 1973/1974 | Франция | Румыния   | Испания   |
| 1974/1975 | Румыния | Франция   | Италия    |
| 1975/1976 | Франция | Италия    | Румыния   |
| 1976/1977 | Румыния | Франция   | Италия    |
| 1977/1978 | Франция | Румыния   | Испания   |
| 1978/1979 | Франция | Румыния   | СССР      |
| 1979/1980 | Франция | Румыния   | Италия    |
| 1980/1981 | Румыния | Франция   | СССР      |
| 1981/1982 | Франция | Италия    | Румыния   |
| 1982/1983 | Румыния | Италия    | СССР      |
| 1983/1984 | Франция | Румыния   | Италия    |
| 1984/1985 | Франция | СССР      | Италия    |
| 1985/1987 | Франция | СССР      | Румыния   |
| 1987/1989 | Франция | СССР      | Румыния   |
| 1989/1990 | Франция | СССР      | Румыния   |